# イオン交換膜
イオン交換膜（イオンこうかんまく、英: ion exchange membrane）は、イオン交換樹脂を膜状にしたもので、異符号のイオンの通過を阻止し、同符号のイオンのみを通過させる性質を持つ、イオン濾過膜のことである。「イオン交換膜」という言葉からは、イオンの交換が目的であるかのように誤解されやすいが、イオンの濾過が目的である。陽イオンだけを通過させる陽イオン交換膜と、陰イオンだけを通過させる陰イオン交換膜がある。

## 概要
陽イオン交換膜は、膜に固定している陰イオン基のため負に帯電し、陰イオンは反発されて通ることができず、陽イオンだけが通る。逆に、陰イオン交換膜は、膜に固定している陽イオン基のため正に帯電し、陽イオンは反発されて通ることができず、陰イオンだけが通る。こうして、イオンが膜を通過しても膜の帯電は半永久的なため、イオン交換樹脂のように再生処理を必要とせず、長時間連続使用できる性質を持つ。
厚さは 0.01mm - 0.5mm 程度と薄いため、実際の製品では、強靱で透水性の高い補強膜と貼り合わせて供給されることが多い。
イオン交換膜の通過選択性を活用するために、陽イオン交換膜と陰イオン交換膜を組み合せて利用することが多い。例えば、塩類溶液に電位差を与えてイオンを電気泳動させ、詳しい構造の説明は割愛するが、陽イオン交換膜と陰イオン交換膜を交互に組み合わせた装置により、効率の良い純水（脱塩水）製造ができる。さらに、複数の膜と粒状イオン交換樹脂を組み合わせたものが、連続電気再生が可能な電気脱塩 (EDI: Electro Deionization) 方式の純水製造装置である。海水の濃縮による製塩（イオン交換膜製塩法）や、海水淡水化に使用されているほか、排水処理や有用物質の回収などの用途がある。
用途が近い逆浸透膜との大きな違いは、イオン交換膜はイオンを通過させるが水はほとんど通過させない点にある。従って、海水中の非イオン性物質は脱塩水側に残留するため、飲料水としての質は逆浸透膜による濾過水のほうが高く、製塩としての質はイオン交換膜の方が高くなる。

## ナフィオン
ナフィオンはスルホ化されたテトラフルオロエチレンを基にしたフッ素樹脂の共重合体で、1960年代にデュポン社のWalther Grotによって発見された。最初のイオン伝導性を持つポリマーである。ナフィオンの類稀なイオン伝導性はスルホ基で修飾されたテトラフルオロエチレン（テフロン）にペルフルオロビニルを組み込むによるものである。ナフィオンは優れた熱、機械的安定性により固体高分子形燃料電池のプロトン伝導体としてかなり注目されている。ナフィオンの優れた導電特性の化学的特長に研究の焦点があてられた。SO3H（スルホ酸）グループ上のプロトンは持ち上げられる。陰イオンや電子は膜内を移動せず陽イオンだけ移動する。

ナフィオンの一般的な分子構造

## 用途
純水製造・海水淡水化・化学工業での物質精製や、固体高分子形燃料電池の電解質などに用いられている。
- 高濃度塩類廃液の処理 - 焼却灰主体の管理型最終処分場で浸出水の処理に使用される。
- 人工皮膚の基礎（研究用）
- 固体高分子形燃料電池 - 電解質としてイオン交換膜を使用している。